# Gatteville-le-Phare
Gatteville-le-Phare is een gemeente in het Franse departement Manche (regio Normandië) en telt 561 inwoners (1999). De plaats maakt deel uit van het arrondissement Cherbourg.
In de gemeente liggen ook de plaatsen Roville en Quénanville.
La pointe de Barfleur in de gemeente is het noordwestelijke uiteinde van de Baai van de Seine. De wateren rond dit punt (Raz de Barfleur) waren bekend om hun schipbreuken. Daarom werd hier in 1774 een vuurtoren gebouwd. Deze werd vervangen door een nieuwe vuurtoren in 1835, terwijl de oude vuurtoren verder dienst deed als semafoor. De nieuwe vuurtoren was met zijn 75 meter toen de hoogste van Frankrijk. De trap binnenin de vuurtoren telt 365 treden.
De wandelweg GR 223 loopt langs de kust van de gemeente.

## Geografie
De oppervlakte van Gatteville-le-Phare bedraagt 9,8 km², de bevolkingsdichtheid is 57,2 inwoners per km².
De onderstaande kaart toont de ligging van Gatteville-le-Phare met de belangrijkste infrastructuur en aangrenzende gemeenten.

## Demografie
Onderstaande figuur toont het verloop van het inwonertal (bron: INSEE-tellingen).